# Louis Levy (forfatter)
 For alternative betydninger, se Louis Levy. (Se også artikler, som begynder med Louis Levy)
Louis Nicolai Levy (født 9. oktober 1875 i København, død 9. marts 1940 i Charlottenlund) var en dansk forfatter, manuskriptforfatter og teaterkritiker. Gift med Clara Larsen (1898) ægteskab opløst og senere med Margrete Erichsen (1911). Louis Levy debuterede i 1894 med bogen Breve fra Ensomheden.
I 1910 skrev han teksten til den kendte børnesang Sørens far, som Axel Breidahl skrev melodi til:
Sørens far har penge
og ko og kalv i vænge
 og hø og halm i lo.
 Lille far har ingen ko,
 //: og han har ingen penge. :// 